# Thuyết sử dụng và hài lòng
Thuyết sử dụng và hài lòng (TSDVHL) là lý thuyết giả định rằng con người chủ động tiếp cận phương tiện truyền thông để thỏa mãn những nhu cầu cụ thể của họ. Thuyết sử dụng và hài lòng là một hướng tiếp cận lấy người dùng làm trung tâm và tìm hiểu về hoạt động của truyền thông đại chúng. Khác với những lý thuyết khác nói về "phương tiện truyền thông ảnh hưởng gì đến con người?", TSDVHL lại tập trung vào "con người sử dụng phương tiện truyền thông để làm gì". Thuyết này cho rằng phương tiện truyền thông là một sản phẩm có tính truy cập cao và con người là những người sử dụng chúng.
Các phương tiện truyền thông ngày nay rất nhiều và ngày càng đa dạng, TSDVHL giải quyết hai câu hỏi mà các nhà truyền thông thường gặp: "Con người sử dụng phương tiện truyền thông nào?" và "Tại sao con người lại chọn phương tiện truyền thông đó?". Thuyết còn tìm hiểu về cách người dùng chọn phương tiện truyền thông nào để thỏa mãn nhu cầu, cụ thể hơn là để nâng cao kiến thức, thư giãn, tương tác xã hội / tìm sự đồng hành, đa dạng hóa hoặc trốn thoát. Vì vậy, lý thuyết này đòi hỏi độ sẵn sàng cung cấp thông tin cao của các phương tiện truyền thông về data, đánh giá trải nghiệm, thời lượng sử dụng, thời điểm sử dụng,... của khách hàng.
Thuyết sử dụng và hài lòng cho rằng người dùng không bị động so với phương tiện truyền thông mà ngược lại có quyền lực và chủ động về việc sử dụng chúng và từ đó kết hợp chúng vào đời sống của họ. Không giống như những lý thuyết khác, TSDVHL cho rằng người dùng chịu trách nhiệm chọn ra phương tiện truyền thông để thỏa mãn nhu cầu và mong muốn của họ để đạt được sự hài lòng. Thuyết này còn ngụ ý rằng các phương tiện truyền thông đang cạnh tranh với các nguồn thông tin khác để mang đến sự hài lòng cho khách hàng.
TSDVHL giúp giải quyết vấn đề nhanh nhờ phương pháp phỏng đoán (heuristics), phương pháp này hỗ trợ các nhà làm truyền thông rất nhiều, bởi vì từ thuyết này họ sẽ dễ hình dung ra một viễn cảnh về các ý tưởng truyền thông, học thuyết về sự lựa chọn phương tiện truyền thông, tiêu dùng và thậm chí là những tác động truyền thông mà họ có thể mang đến cho khách hàng trong tương lai.

## Hướng tiếp cận
Marc Levy và Sven Windahl cung cấp một sự mô đầy đủ về ý nghĩ thế nào là một "khách hàng chủ động" với phương tiện truyền thông:
"Đúng như sự hiểu biết của những nhà nghiên cứu về sự hài lòng, thuật ngữ "sự chủ động của khách hàng" đưa ra định hướng tự nguyện và chọn lọc của khách hàng trong quá trình sử dụng. Tóm lại, việc con người sử dụng phương tiện được thúc đẩy bởi nhu cầu cá nhân và mục tiêu của chính họ. Chính vì vậy, thái độ chủ động tham gia vào quá trình sử dụng các phương tiện truyền thông có thể tạo điều kiện, hạn chế hay ảnh hưởng đến sự hài lòng của họ. Suy nghĩ này cho thấy rằng, hoạt động của khách hàng là một cấu trúc biến đổi liên tục, với việc họ thể hiện mức độ hài lòng khác nhau theo từng nhu cầu."

### Các giả định của thuyết
Từ mô tả của Marc Levy và Sven Windahl, giả định của lý thuyết cho rằng những nhóm công chúng khác nhau sẽ có những dạng hài lòng khác nhau về các phương tiện truyền thông. Tùy thuộc vào hình thức, cách thức sử dụng và nhu cầu của họ mà mỗi nhóm người dùng sẽ có một cảm nhận, một suy nghĩ khác nhau về cùng một nguồn thông tin tìm thấy, dù là một bài phóng sự hay là một bài báo.
Một công trình nghiên cứu của I.Glick và J.s.Levy xuất bản năm 1962 đã phác thảo ra bức tranh tổng quan về về thái độ của công chúng Mỹ đối với truyền thông. Và họ chia ra thành ba loại:
- Thái độ chấp nhận: tivi được xem là công cụ tiêu khiển có ở mọi nhà (người già, trẻ em, học sinh, người trung niên,...)
- Thái độ chống đối: lo lắng về hậu quả của tivi mang lại (phụ huynh và giới trung lưu)
- Thái độ thích ứng hay dung hòa: không xem nhiều cũng không xem ít, tivi có thể đáp ứng nhu cầu thông tin và giải trí, tuy nhiên việc xem phải có sự chọn lọc (tiểu thương, kinh doanh,...).

Theo nghiên cứu, thuyết sử dụng và hài lòng còn đưa ra những giả định khác nhau dưới đây:
- Người dùng chủ động và có mục tiêu trong việc sử dụng phương tiện truyền thông
- Các phương tiện truyền thông cạnh tranh với các nguồn lực khác để đáp ứng sự hài lòng của khách hàng.
- Con người có đủ nhận thức cá nhân về sở thích và động lực trong việc sử dụng phương tiện truyền thông, sở thích để có thể cung cấp cho các nhà nghiên cứu bức tranh chính xác về hành trình sử dụng và đánh giá sự hài lòng của chính mình.
- Giá trị của nội dung truyền thông chỉ có thể được đánh giá bởi khách hàng.

Những giả thuyết này mô tả mối quan hệ giữa công chúng và truyền thông. Công chúng là người chủ động chọn lựa thông tin, loại hình truyền thông theo ý thích, thỏa mãn nhu cầu cá nhân. Lý thuyết này liên quan rất nhiều đến tâm lý của con người và thường được liên hệ với tháp nhu cầu của Maslow.

### Hướng tiếp cận heuristic
Katz, Blumler và Gurevitch đã tổng hợp lại rằng cách tiếp cận của TSDVHL là tập trung vào "nguồn gốc xã hội và tâm lý của nhu cầu, tạo ra sự kỳ vọng về phương tiện truyền thông đại chúng hoặc các nguồn thông tin khác. Điều này dẫn đến những mô hình truyền thông khác nhau đến khách hàng, dẫn đến nhu cầu về sự hài lòng và một số ảnh hưởng khác, đa số là những điều ngoài ý muốn."
Theo nghiên cứu của Katz, Blumler và Gurevitch thì có năm phần của hướng tiếp cận của Thuyết sử dụng và hài lòng. Năm phần đó là:
1. Khách hàng là người chủ động.
2. Trong tiến trình của truyền thông đại chúng, đa số sự chủ động trong việc kết hợp sự hài lòng và lựa chọn phương tiện truyền thông nằm ở khách hàng.
3. Phương tiện truyền thông cạnh tranh với các nguồn khác để đáp ứng sự thỏa mãn của khách hàng.
4. Về mặt phương pháp luận, nhiều mục tiêu của việc sử dụng phương tiện truyền thông đại chúng có thể lấy từ dữ liệu được cung cấp bởi chính người dùng.
5. Các cố gắng truyền thông nên dừng lại khi khán giả muốn khám phá theo cách riêng của họ

Theo nghiên cứu này, khán giả mong muốn rằng:
1. Được thông báo hoặc hướng dẫn
2. Xác định nhóm thông tin cụ thể trong môi trường truyền thông
3. Giải trí đơn thuần
4. Tăng cường tương tác xã hội
5. Thoát khỏi những căng thẳng trong cuộc sống hằng ngày

### Sự hài lòng mong chờ (GS) so với sự hài lòng nhận được (GO)
Sự hài lòng đang tìm kiếm và sự hài lòng nhận được từ người dùng là một trong những vấn đề lớn trong nghiên cứu về thuyết sử dụng và hài lòng. Nó tương phản giữa "Bạn đang mong chờ điều gì từ tải nghiệm?" với " Điều bạn thực sự nhận lại được từ trải nghiệm đó?" - liệu rằng nó có đáp ứng được mong đợi hay nhu cầu của bạn lúc đầu hay không?

## Lịch sử
Bắt đầu từ những năm 1940, các nhà nghiên cứu đã tìm ra mô hình qua quan điểm của Thuyết sử dụng và hài lòng của những người nghe radio. Nghiên cứu ban đầu liên quan đến các chủ đề như trẻ em đọc truyện tranh và sự biến mất của báo giấy trong một cuộc đình công báo chí. Sự quan tâm về việc thể hiện các yếu tố tâm lý đã xuất hiện trong giai đoạn này ngày một nhiều hơn.
Năm 1948, Lasswell đã giới thiệu một tiền đề về bốn chức năng của phương tiện truyền thông ở cấp độ xã hội học vĩ mô. Truyền thông phục vụ các chức năng giám sát, tương quan, giải trí và truyền tải văn hóa cho cả xã hội và cá nhân.

### Những giai đoạn của thuyết
Thuyết sử dụng và hài lòng được phát triển từ một số lý thuyết và nghiên cứu truyền thông trước đây được thực hiện bởi các nhà lý luận khác.
Giai đoạn 1
- Năm 1944, các nhà nghiên cứu bắt đầu xem xét các hình thức sử dụng và sự hài lòng khác nhau và phân loại các lý do tại sao mọi người chọn các loại phương tiện truyền thông cụ thể đó. Trong khi các nhà nghiên cứu đang nghiên cứu, Herzog đã phỏng vấn nhiều người hâm mộ soap opera về lý do tại sao họ nghe loại nhạc kịch đó và xác định được ba dạng hài lòng là cảm xúc, suy nghĩ về mơ ước và học hỏi.[11]
- Theo West và Turner, TSDVHL là một phần mở rộng của Thuyết nhu cầu và động lực, được đưa ra bởi Abraham Maslow vào năm 1954, lập luận rằng mọi người chủ động tìm cách thỏa mãn nhu cầu của họ dựa trên hệ thống phân cấp. Những nhu cầu này được tổ chức theo Tháp nhu cầu của Maslow dưới dạng một kim tự tháp với những nhu cầu cơ bản nhất ở dưới cùng và nhu cầu tự thể hiện ở trên cùng. Từ dưới lên, kim tự tháp chứa nhu cầu về Sinh học/Vật lý, An ninh/An toàn, Xã hội/Thuộc về, Bản ngã/Tự trọng và Tự thể hiện ở trên cùng.[11]
- Năm 1954, Wilbur Schramm đã phát triển một công thức để xác định hình thức lựa chọn phương tiện truyền thông của một cá nhân bất kì. Công thức này xác định mức độ chênh lệch mức độ hài lòng mà một cá nhân mong đợi sẽ đạt được từ phương tiện so với công sức mà họ phải bỏ ra để đạt được sự hài lòng.[11]

Giai đoạn 2
- Năm 1969 Jay Blumler và Denis McQuail đã nghiên cứu cuộc bầu cử năm 1964 tại Vương quốc Anh bằng cách tìm hiểu động cơ của mọi người để xem các chương trình chính trị trên truyền hình. Từ đó, họ phân loại người xem theo nhu cầu để hiểu bất kỳ hiệu ứng truyền thông đại chúng tiềm năng nào hiệu quả[1]. Các động lực đó đã giúp đặt nền móng cho nghiên cứu của họ vào năm 1972 và thuyết sử dụng và hài lòng sau này.
- Vào năm 1972, Denis McQuail, Jay Blumler và Joseph Brown cho rằng việc sử dụng các loại phương tiện truyền khác nhau có thể được chia thành bốn loại. Bốn loại bao gồm: đa dạng, mối quan hệ cá nhân, thông tin cá nhân và theo dõi.[11]
- Vào năm 1973 - 1974, McQuail, Blumler và Brown đã tham gia cùng Elihu Katz, Michael Gurevitch và Hadassah Haas vào cuộc nghiên cứu về truyền thông của họ. Các nghiên đã bắt đầu chỉ ra được cách mọi người nhìn nhận các phương tiện truyền thông đại chúng như thế nào.

Giai đoạn 3
- Mối quan tâm gần đây nhất xung quanh thuyết sử dụng và hài lòng là mối liên hệ giữa lý do tại sao phương tiện được sử dụng và sự hài lòng đạt được.[11]
- Các nhà nghiên cứu của TSDVHL đang phát triển lý thuyết theo hướng dự đoán và diễn giải hơn bằng cách kết nối các nhu cầu, mục tiêu, lợi ích và hậu quả của việc sử dụng phương tiện truyền thông cùng với các yếu tố riêng riêng biệt.[11]
- Quá trình nghiên cứu TSDVHL của Katz, Blumler và Gurevitch được xây dựng dựa trên nghiên cứu của Herzog và đã chuyển hướng mô hình từ truyền thông ảnh hưởng đến mọi người như thế nào đến sang cách khán giả sử dụng phương tiện truyền thông, làm giảm sự áp đảo của các nghiên cứu về truyền thông đại chúng.[11]
- Vào những năm 1980, Rehman (1983) đã áp dụng TSDVHL để nghiên cứu mối quan hệ giữa sự mong đợi và sự hài lòng của khán giả phim bắt nguồn từ việc đi xem phim.

## Các ứng dụng hiện đại của thuyết sử dụng và hài lòng

### Điện thoại di động
Điện thoại di động, một công nghệ tương đối mới, có nhiều việc sử dụng và sự hài lòng gắn với chúng. Bởi vì tính di động tự nhiên của nó, sự tiếp cận liên tục và có quyền lựa chọn để bổ sung và truy cập nội dung, họ có thể đánh giá, trao đổi và so sánh thông tin với nhau. Những tài nguyên đó đang được mở rộng với sự nghiên cứu mới đằng sau việc sử dụng điện thoại di động.
Nhìn chung, con người sử dụng điện thoại di động để thỏa mãn những mục đích sử dụng và hài lòng sau:
- Tâm tư tình cảm/ Tiếp cận xã hội
- Giải trí
- Phương tiện
- Đảm bảo các nhu cầu tâm lý
- Xu hướng/Địa vị
- Khả năng di động/Tiện lợi
- Truy cập tức thời

Tuy nhiên, mục đích sử dụng và hài lòng còn thay đổi dựa trên vị trí và bản thân người dùng:
- Việc sử dụng điện thoại di động trên xe buýt, xe hơi, xe lửa liên quan đến khả năng di động và truy cập tức thời
- Nói chuyện với đối tác kinh doanh qua điện thoại liên quan đến tính công cụ.
- Nói chuyện với thành viên trong gia đình qua điện thoại liên quan đến khả năng di động và truyền đạt tình cảm.

Chức năng cụ thể của việc nhắn tin được nghiên cứu để tìm ra mục đích sử dụng và hài lòng của nó. Đồng thời còn khám phá ra những khác biệt trong nhân tố giới tính ảnh hưởng đến sự hài lòng của người dùng. Những nhà nghiên cứu đã chứng minh được 7 yếu tố sử dụng và hài lòng đối với việc nhắn tin; nó được liệt kê bên dưới, từ cao nhất đến thấp nhất dựa trên kết quả của cuộc nghiên cứu:
- Khả năng truy cập/ tính di động
- Sự thư giãn
- Trốn tránh
- Giải trí
- Tìm kiếm thông tin
- Hợp tác kinh doanh
- Quan hệ xã hội/ tìm kiếm tâm tư tình cảm
- Theo đuổi địa vị

Kết quả cũng đã cho ra những sự khác nhau về giới tính: phụ nữ cho điểm mục đích sử dụng và hài lòng về khả năng tiếp cập/ khả năng di động, thư giãn, thoát hiểm và khả năng phối hợp cao hơn nam giới. Những kết quả này có lẽ sẽ là một ngụ ý giải thích cho các hiện tượng xã hội về phái yếu, phụ nữ có khuynh hướng trả lời nhiều hơn, cặn kẽ hơn cho một cuộc trò chuyện qua tin nhắn hơn đàn ông.
Kể từ thời gian gần đây, việc sử dụng điện thoại di động như là một thiết bị để kết nối internet và cả để đóng góp và truy tìm cho các nội dung thông tin, các nhà nghiên cứu đã điều tra về các thiết bị thông minh để đo lường sử dụng và hài lòng thông qua tham gia vào các phương tiện truyền thông. Sự sử dụng và hài lòng áp dụng cho đóng góp nội dung trên di động khác với truy tìm nội dung trên di động:
- Đóng góp: Những sở thích, giải trí, tiếp cận dễ dàng, thêm các thông tin/ ý tưởng với một động lực cụ thể
- Tìm kiếm: Truy cập hiệu quả các nguồn thông tin/ dịch vụ và cần có những thông tin chất lượng cao cho việc tiếp cận nội dung để thỏa mãn sự hài lòng.

### Internet
Internet cung cấp những nguồn thông tin mới và đi sâu hơn trong việc đo lường và khám phá TSDVHL. Dựa vào Internet, chúng ta có thể chia sự hài lòng thành ba loại: Hài lòng về nội dung, quá trình, và xã hội được giải thích như sau:
- Nội dung: Mục đích sử dụng Internet bao gồm nghiên cứu hay tìm kiếm thông tin chính xác, và họ cần nội dung đó làm hài lòng họ.
- Quá trình: Người dùng có được sự hài lòng từ các trải nghiệm của quá tìm kiếm có chủ đích hoặc lướt tìm ngẫu nhiên trên Internet trên quy trình chức năng của nó.
- Xã hội: Người dùng có được các mối quan hệ xã hội được hình thành và gắn kết với nhau nhờ sử dụng internet.

### Sử dụng phương tiện truyền thông
Nghiên cứu gần đây cho thấy rằng những dịch vụ mạng xã hội, các blog cá nhân hoặc về các chủ đề khác nhau, và các diễn đàn trực tuyến gắn kết con người lại với nhau, nhằm nghiên cứu U&G trong các nội dung xã hội, các mối quan hệ giữa hài lòng và lòng tự ái, và ảnh hưởng của tuổi tác đối với những mối quan hệ đó với sự hài lòng. Người dùng có các động lực dưới đây để sử dụng phương tiện truyền thông:
- Xã hội và tình cảm
- Thể hiện những cảm giác tiêu cực
- Sự công nhận
- Giải trí
- Nhu cầu nhận thức

Những diễn đàn trực tuyến là phương tiện chính để trút ra hết những cảm giác tiêu cực vì so với các phương tiện khác, chúng thường mang ý kiến một chiều hơn. Sử dụng phương tiện truyền thông giúp giảm sự cô đơn và thỏa mãn hành vi nghiện internet của con người. Tương tự như các biến số về giới tính, địa điểm và đối tượng nghiên cứu, việc sử dụng và hài lòng còn thay đổi dựa trên yếu tố "tự kiêu". Các nhà nghiên cứu tìm thấy bốn loại tính cách tự kiêu đa chiều mà con người gặp phải: cảm giác có thẩm quyền hoặc vượt trội hơn người, thích gây sự chú ý, bóc lột và thường khao khát sự phù phiếm. U&G khác nhau tùy thuộc vào từng loại tự kiêu cụ thể mà người dùng có. Ví dụ, người thích gây sự chú ý có xu hướng tập trung vào phương tiện truyền thông xã hội để thể hiện tình cảm, cảm xúc tiêu cực và muốn được công nhận bởi mọi người trên mạng internet. Những người coi mình là tầng lớp thượng lưu, cấp trên có những công cụ sử dụng bởi động lực muốn người khác biết đến. Những người tự kiêu này họ chỉ hài lòng nhất khi được công nhận và nhận được sự chú ý,

#### Trang web kết nối bạn bè
Những trang web kết nối bạn bè được sử dụng rộng khắp trong xã hội, điển hình là MySpace và Facebook. Quan trọng là trong xã hội rộng lớn này chúng ta có thể tìm thấy những người bạn cũ, kết bạn giao lưu, học hỏi từ những sự kiện được chia sẻ, và cảm thấy được kết nối với mọi người.
Một số nghiên cứu gần đây đã chứng minh rằng mặc dù cảm xúc, nhận thức, xã hội và thói quen là động lực để sử dụng phương tiện xã hội, nhưng không phải tất cả các cách sử dụng đều được thỏa mãn. Theo một nghiên cứu trong một nhóm người sử dụng Facebook. Liên quan đến sự tham gia của công dân ngoại tuyến, 1.715 sinh viên đại học đã được yêu cầu "đánh giá mức độ thỏa thuận của họ với lý do cụ thể để sử dụng các nhóm trên Facebook, bao gồm thu thập thông tin về khuôn viên / cộng đồng, giải trí, giao tiếp xã hội với bạn bè và gia đình, và áp lực ngang hàng/ tự hài lòng.
Nghiên cứu cuối cùng mang lại kết quả thông qua phân tích nhân tố thành phần chính với vòng xoay varimax. Kết quả cho thấy có bốn nhu cầu sử dụng các nhóm Facebook, "xã hội hóa, giải trí, tìm kiếm trạng thái bản thân và thông tin."
- Xã hội hóa: Học sinh thích nói chuyện và gặp gỡ những người khác để đạt được ý thức về cộng đồng và hỗ trợ đồng đẳng về chủ đề cụ thể của nhóm.
- Giải trí: Học sinh tham gia với các nhóm để giải trí.
- Tự tìm kiếm: Học sinh tìm kiếm hoặc duy trì trạng thái cá nhân của mình, cũng như của bạn bè, thông qua việc tham gia nhóm trực tuyến.
- Thông tin: Học sinh đã sử dụng nhóm để nhận thông tin về các sự kiện liên quan diễn ra trong và ngoài khuôn viên trường.

#### Twitter
Twitter là một nền tảng vi-blog trực tuyến bao gồm cả chức năng truyền thông đại chúng và giao tiếp giữa các cá nhân thông qua việc gửi tweet. Nghiên cứu đã tìm thấy mối tương quan tuyệt đối giữa thời gian sử dụng Twitter và sự hài lòng về nhu cầu "giao tiếp thông thường" - sự kết nối giữa người với người. Hơn thế nữa, tần suất của các tweet và số lượng trả lời cũng như các tin nhắn công khai làm trung gian mối quan hệ giữa người dùng Twitter. Điều đó giúp gia tăng cả việc sử dụng và sự hài lòng của phương tiện bằng cách đáp ứng nhu cầu kết nối.

#### Snapchat
Snapchat là nền tảng mạng xã hội chia sẻ hình ảnh với hơn 178 triệu người dùng trên toàn thế giới. Tương tự với các nền tảng mạng xã hội khác, mọi người sử dụng Snapchat để đáp ứng các nhu cầu truyền thông cụ thể. So với các trang mạng xã hội như Facebook, Twitter, Instagram thì Snapchat được sử dụng nhiều hơn nhu cầu truyền thông cá nhân. Ví dụ như, Phua, Jin và Kim đã thấy rằng các tương tác trên Snapchat cũng tương tự như các tương tác được tìm thấy trong các mối quan hệ gần gũi giữa các cá nhân. Ứng dụng này đã được sử dụng để đạt được sự hỗ trợ về mặt cảm xúc từ những người khác, tìm kiếm lời khuyên về các quyết định quan trọng và tìm kiếm sự giúp đỡ để giải quyết các vấn đề, thỏa mãn nhu cầu xã hội hóa, trút bỏ cảm xúc tiêu cực và kết nối với người khác.

#### Những ứng dụng khác
Có nhiều khía cạnh khác của TSDVHL được đặc trưng trong việc sử dụng các trang web khác có liên quan đến mạng xã hội. Nhiều dịch vụ đánh giá, chẳng hạn như Yelp.com, có một khía cạnh của mạng xã hội, với hồ sơ người dùng và khả năng kết nối. Nhiều trang web tin tức có khả năng chia sẻ bài viết và hình ảnh trực tiếp từ trang của họ đến các trang cá nhân của người dùng trên các nền tảng mạng xã hội. Có thể hiểu, tìm kiếm thông tin là một mục đích sử dụng và hài lòng áp đảo cho các ứng dụng này, đặc biệt là các trang web đánh giá như Yelp.com. Các mục đích sử dụng và hài lòng khác bao gồm giải trí, sự tiện lợi, tiện ích giữa các cá nhân và thời gian trôi qua. Một khía cạnh xấu của TSDVHL và một lý do để sử dụng phương tiện truyền thông xã hội là thiết lập một nền tảng đe dọa trực tuyến.
Mọi người tham gia trực tuyến trên mạng và thông qua phương tiện truyền thông xã hội để tự làm hài lòng bản thân họ. Bắt nạt trên mạng đáp ứng nhu cầu báo thù và độc hại, đồng thời tránh tiếp xúc trực tiếp. Tương tự, bên cạnh việc tìm kiếm thông tin, người dùng chia sẻ tin tức được thúc đẩy bởi mục đích sử dụng và hài lòng trong việc xã hội hóa và tìm kiếm trạng thái, đặc biệt nếu họ đã có kinh nghiệm trước đó với phương tiện truyền thông xã hội.

### Tin nhắc tức thời
Cũng như tin nhắn văn bản thông thường, mục đích sử dụng và hài lòng đối với tin nhắn tức thời hay trò chuyện trực tuyến cũng đã được nghiên cứu, và những kết quả này cũng thay đổi dựa trên giới tính:
- Sự thư giãn
- Sự giải trí
- Thời trang
- Sự bao gồm
- Cảm xúc
- Sự hòa đồng
- Sự thoát hiểm

Một lần nữa, sự khác biệt được tìm thấy dựa trên thời lượng sử dụng và giới tính. Những người sử dụng tin nhắn tức thời thường xuyên được phát hiện là dễ bị tác động bởi tình cảm và tính xã hội. Những người không sử dụng tin nhắn tức thời thường xuyên thì bị tác động bởi tính thời trang. Phụ nữ trò chuyện lâu hơn đàn ông vì mục đích xã hội, đàn ông trò chuyện ít hơn phụ nữ vì mục đích để thư giãn và giải trí.

### Chơi game trực tuyến
Phần này của nghiên cứu khám phá việc sử dụng và sự hài lòng trong việc chơi game trực tuyến. Thành tích, sự thích thú và tương tác xã hội đều là động lực để bắt đầu chơi một trò chơi trực tuyến, và việc thành công trong trò chơi đó cũng như những điều khác đều đạt được sự hài lòng cho sự tiếp tục chơi của họ.

### Chơi game điện thoại và thực tế tăng cường
Năm 2017, các nhà nghiên cứu áp dụng Thuyết sử dụng và hài lòng để tìm hiểu về hành vi giữa các người chơi Pokémon Go. Kết quả cho thấy rằng sự hứng thú, hoạt động thể chất, sự hồi ức, hình ảnh, những tác động và quy trình kích thích nhiều dạng hành vi của người dùng. Tuy nhiên, những rủi ro về thể chất có thể gặp phải (nhưng không phải là rủi ro về bảo mật) dẫn đến dạng sử dụng kém đi. Nghiên cứu này cho thấy Thuyết sử dụng và hài lòng cung cấp một quy trình tiềm năng để tìm hiểu về thực tế tăng cường, và cung cấp một nền móng chắc chắn để có thể bổ sung vào các học thuyết khác.

### Tin tức hoạt hình
Vào năm 2011, một cuộc thử nghiệm đã được thực hiện với 312 sinh viên đại học để tìm hiểu về góc nhìn của họ về việc họ xem tin tức hoạt hình. Việc sử dụng tính chất hoạt hình vào tin tức đã được xem như là một kỹ thuật mới nổi trong việc báo cáo tin tức vào thời điểm đó. Những người được phỏng vấn / trả lời đã đưa ra 59 câu khẳng định để đánh giá dựa trên / theo mức độ mỗi câu nói áp dụng vào việc xem tin tức hoạt hình. Phân tích nhân tố và hồi quy phân cấp đã được sử dụng để phân tích dữ liệu.
Trong nghiên cứu này, bảy động cơ đã được xác định thông qua phân tích nhân tố để xem những đoạn tin tức hoạt hình. Nhưng động cơ bao gồm sự đồng hành, tương tác xã hội, sự thư giãn, tìm kiếm thông tin, học tập giữa các cá nhân, giải trí và thời gian trôi.
- Động lực tương tác xã hội: Nhận thông tin để tạo điều kiện thỏa luận với những người khác.
- Động lực thư giãn: Xem tin tức hoạt hình để giải tỏa căng thẳng / áp lực và thư giãn (unwind).
- Động lực tìm kiếm thông tin: Xem tin tức hoạt hình để bắt / theo kịp các sự kiện hiện tại hoặc tìm kiếm thông tin.
- Động lực giải trí: Xem tin tức hoạt hình để giải trí và thưởng thức.
- Động lực giết thời gian: Xem tin tức hoạt hình để sử dụng thời gian hoặc khi cá nhân đó không có gì để làm.
- Động lực học tập giữa các cá nhân: Mong muốn hiểu được tâm lý của bạn bè hoặc những người / cá nhân khác nhờ vào xem các đoạn tin tức hoạt hình được chia sẻ bởi những người đó.
- Động lực đồng hành: Giảm bớt sự cô đơn.

Kết quả phân tích hồi quy phân cấp cho thấy / gợi ý các mối quan hệ tiên đoán giữa các đặc điểm tính cách (tìm cách cảm giác và kiểm soát), bảy động cơ, tác động của độ tin cậy và và tin tức nhận thức / lĩnh hội (perceived news credibility and newsworthiness), và ý định chia sẻ các đoạn tin tức hoạt hình với những người khác.

### Phương tiện giải trí
Nghiên cứu đã chỉ ra rằng các phương tiện truyền thông được sử dụng cho mục đích giải trí (ví dụ: phim, bài hát, truyền hình, v.v.) có phạm vi sử dụng rộng rãi và sự hài lòng về cảm xúc, và những phương tiện này không loại trừ nhau nhưng có thể chồng chéo lẫn nhau. Rehman (1983) đã chứng minh mối quan hệ giữa sự hài lòng được mong chờ và nhận được từ việc xem và tham dự các bộ phim.
- Quản lý tâm trạng: Đây là sự hài lòng cảm xúc nổi bật nhất của việc sử dụng phương tiện truyền thông. Mọi người thích duy trì trạng thái trung gian và đây là một phương tiện dễ sử dụng. Khi ở trong một tâm trạng tồi tệ, buồn chán, hoặc bị kích thích quá mức, mọi người sẽ tìm kiếm phương tiện truyền thông như một thói quen hoặc một điều để phân tâm khỏi tâm trạng của họ.[24]
- Bố trí ảnh hưởng: Lý thuyết bố trí ảnh hưởng nói rằng mọi người thích cổ vũ cho các nhân vật được miêu tả là tốt và có đạo đức. Người dùng có được sự hài lòng khi những điều tốt xảy ra với các nhân vật tốt và cả khi những điều xấu xảy ra với các nhân vật xấu.[25]
- Chuyển giao kích thích: Mục đích sử dụng và hài lòng cho các phương tiện truyền thông này khiến mọi người cảm thấy lo lắng cho các nhân vật mà họ cho là "tốt", và điều này thậm chí còn hài lòng hơn nếu cuối cùng nhân vật đó được "thưởng".[26]
- Tìm kiếm cảm giác: Mục đích sử dụng và hài lòng này có thể được hiểu khi coi sự phấn khích là kết quả của nó.[27]
- Các phương thức tiếp nhận: "Liên quan đến cảm xúc tương quan với các phương thức tiếp nhận khác, đặc biệt là liên quan đến sự chết chóc (bị cuốn vào thế giới hư cấu), liên quan đến xã hội (xác định nhân vật) và liên quan đến bản ngã (liên quan đến bộ phim với cuộc sống của chính mình).... Sự liên quan đến cảm xúc có thể hữu ích cho việc theo đuổi nhiều mục tiêu rộng lớn hơn trong quá trình tiếp nhận.... Có thể kết luận rằng trải nghiệm của cảm xúc có thể hoạt động theo một số cách khác ngoài việc điều chỉnh cảm xúc theo cách hóa trị tình cảm và kích thích. "[28]
- Động lực nội tại: Nếu người dùng gặp thử thách đối với các kỹ năng liên quan đến truyền thông của mình, nhưng không đến mức bị nản lòng hoặc choáng ngợp, thì sự hài lòng là phần thưởng trong cảm giác về năng lực truyền cảm hứng cho người dùng tiếp tục sử dụng phương tiện truyền thông câu hỏi[29]
- Điều chỉnh tâm trạng: Người dùng hài lòng bằng cách sử dụng phương tiện truyền thông để điều chỉnh tâm trạng của họ với bất cứ điều gì hiện đang xảy ra. Chẳng hạn, một khi đã bị một kẻ xâm lược khiêu khích và hứa sẽ có cơ hội trả thù, con đực bị phát hiện thích tin xấu hơn tin tốt trong khoảnh khắc đầy cảm xúc đó.[30]
- Giới tính xã hội của các cảm xúc: Việc sử dụng này được thỏa mãn bởi ý tưởng rằng phụ nữ thích cảm giác buồn theo hướng khác (đồng cảm, cảm thông và thương hại) bởi vì giá trị văn hóa của chúng tôi và xác nhận phụ nữ cảm nhận những điều này; tương tự, các cặp vợ chồng tuổi teen thích xem những bộ phim đáng sợ để nam giới cảm thấy được bảo vệ và nữ giới cảm thấy dễ bị tổn thương.
- Các chức năng của giải trí: Mục đích sử dụng và hài lòng đặc biệt này sử dụng giải trí để áp dụng các bài học hoặc thoát khỏi các mối quan hệ ngoài đời thực của người dùng.[31]
  - Mối quan hệ Parasocial: Người dùng phương tiện giải trí đôi khi sử dụng nó để thỏa mãn nhu cầu kết nối xã hội bằng cách trở nên gắn bó với các nhân vật được thấy trên phương tiện giải trí, chẳng hạn như nhân vật trong một chương trình truyền hình hoặc phát thanh viên.[32]
  - Trải nghiệm của Vicarious :Một cách sử dụng và hài lòng liên quan đến phương tiện giải trí là ý tưởng sống qua các nhân vật được miêu tả và tưởng tượng về cuộc sống của họ bằng cách áp dụng quan điểm của các nhân vật.[33]
  - So sánh xã hội đi xuống: mục đích sử dụng và hài lòng này cho rằng chúng ta thích tham gia vào các phương tiện truyền thông miêu tả những người tương tự hoặc tồi tệ hơn chúng ta.[34]
  - Động lực của Eudaemonic: Người tiêu dùng truyền thông cũng chuyển sang phương tiện giải trí để tìm kiếm ý nghĩa sâu sắc hơn, hiểu biết, mục đích cho cuộc sống, tìm kiếm cái đẹp, nâng cao tinh thần, trải nghiệm cảm xúc mạnh mẽ và hiểu cách người khác nghĩ và cảm nhận.[35]

## Các thuyết liên quan

### Lý thuyết phụ thuộc hệ thống (phương tiện) truyền thông
Lý thuyết phụ thuộc hệ thống (phương tiện) truyền thông (MSDT hoặc lý thuyết phụ thuộc phương tiện truyền thông) đã được nghiên cứu như một nhánh (phần nhỏ) của TSDVHL (Thuyết sử dụng và hài lòng). Tuy nhiên, thuyết phụ thuộc hệ thống (phương tiện) truyền thông tập trung vào mục tiêu tiêu thụ phương tiện truyền thông của (các) khách hàng như là nguồn gốc (nền tảng) của sự phụ thuộc từ họ; trong khi thuyết sử dụng và hài lòng lại tập trung vào nhu cầu của khách hàng như là động lực cho việc tiêu thụ (sử dụng) phương tiện truyền thông. Phương tiện truyền thông đó sẽ trở nên quan trọng hơn trong cuộc đời của một người và từ đó tăng sức ảnh hưởng và tác động đến người đó. MSDT hiểu biết và xây dựng dựa trên TSDVHL vì thuyết này dựa trên giả định rằng mọi người có những cách/mục đích sử dụng cho phương tiện truyền thông phát sinh từ nhu cầu của họ.

### Lý thuyết nhận thức xã hội
Dựa trên TSDVHL, Lý thuyết nhận thức xã hội đã giúp phân biệt loại kích thích GS và GO cho việc sử dụng phương tiện truyền thông. Lý thuyết nhận thức xã hội giải thích hành vi theo quan hệ nhân quả giữa các cá nhân, môi trường và hành vi. Điều này cho phép việc áp dụng của TSDVHL mang tính cá nhân hơn thay vì một giả định lớn, blanketing về một lượng lớn người tiêu dùng trong (phương tiện) truyền thông đại chúng. Nếu GO lớn hơn GS thì lượng thỏa mãn của khách hàng sẽ tăng. Cuối cùng, GS của người dùng không phải lúc nào cũng là thực tế của GO của họ.

### Lý thuyết tu luyện
Lý thuyết tu luyện nói về việc am hiểu về vai trò của truyền thông trong định hình thế giới quan của một người - đặc biệt là qua truyền hình. Khi TSDVHL đang cố gắng hiểu (xác định) động lực của việc sử dụng phương tiện truyền thông, lý thuyết tu luyện lại tập trung vào tác động của truyền thông đến tâm lý. Lý thuyết tu luyện được sử dụng đặc biệt trong việc phân tích bạo lực trên truyền hình và cách nó định hình việc hiểu về bạo lực trong thực tế như thế nào của người dùng. Thông thường vì ảnh hưởng của truyền thông, người dùng có nhận thức (cách nhìn nhận) cao hơn và không thực tế về lượng của bạo lực. Một hướng tiếp cận của TSDVHL có thể được áp dụng vào trường hợp của Lý thuyết tu luyện để hiểu (xác định) tại sao người dùng lại (muốn) tìm truyền thông bạo lực và có để thỏa mãn (đáp ứng) nhu cầu của sự xác nhận về thới giới quan của họ.

## Phê bình học thuyết
Từ khi được tạo ra, học thuyết sử dụng và hài lòng đã được xem như là sao Diêm Vương của học thuyết về truyền thông vì những nhà phê bình cho rằng học thuyết này (nó) không đáp ứng đủ các tiêu chuẩn cần thiết để trở thành một học thuyết. Họ cho rằng nó giống hơn là một hướng tiếp cận về chiến lược phân tích hoặc thu thập dữ liệu. Các lời phê bình phổ biến nhất được nêu ra trong bối cảnh lý thuyết
- Sự hài lòng thường phụ thuộc vào dữ liệu được nhập bởi các nhà nghiên cứu hơn là những quyết định (lựa chọn) của các đối tượng nghiên cứu.[39]
- Nghiên cứu ban đầu yêu cầu người tham gia xác định (gắn liền, kết hợp) sự hài lòng (liên quan, đi) với các kênh truyền thông cụ thể. Việc đó có thể dẫn đến họ sẽ (nhầm lẫn) và hợp nhất sự hài lòng và các kênh. Lometti và cộng sự lập luận rằng điều này có thể "đánh giá quá cao" số lượng của sự hài lòng và việc cố gắng giải quyết nó bằng việc sử dụng các cuộc phỏng vấn chuyên sâu là không thành công.[39]
- Người dùng ở các độ tuổi khác nhau thường (rất có thể) có những động lực sử dụng khác nhau cho cùng một phương tiện truyền thông, và cũng có thể có sự hài lòng khác nhau.[40]
- Do tính chất cá nhân của thuyết này, rất khó để lấy thông tin được thu thập từ các nghiên cứu. Hầu hết các nghiên cứu dựa trên việc hồi ức hơn là dữ liệu[41]. Điều này làm cho những báo cáo tự đánh giá trở nên phức tạp và không thể đo lường được.
- Học thuyết này bị lên án bởi những người ủng hộ sự cầm quyền truyền thông rằng nó đã đi quá xa khi tuyên bố rằng mọi người tự do để lựa chọn phương tiện truyền thông và những diễn giải mà họ mong muốn.[42]
- Người dùng giải thích các phương tiện truyền thông theo cách riêng của họ và bất kỳ sự ủng hộ hay chống lại điều này đều có thể bị tranh luận, và tùy thuộc vào hoàn cảnh (tình huống), cả hai bên đều thắng. Hành động và tác động của mỗi cá nhân đối với các hành động đó sẽ chỉ phụ thuộc vào tình huống. Mỗi cá nhân có những cách sử dụng riêng biệt với phương tiện truyền thông nào đáp ứng được sự hài lòng của họ.

Sử dụng học thuyết dựa trên xã hội học này ít liên quan đến lợi ích của tâm lý học do sự (yếu kém) của nó trong định nghĩa hoạt động và việc phân tích yếu. Học thuyết này còn tập trung quá hẹp vào cá nhân và bỏ qua cấu trúc xã hội và vị trí của phương tiện truyền thông trong hệ thống đó. Ruggiero (2000) đã viết rằng "Hầu hết các học giả đều đồng ý rằng nghiên cứu ban đầu có ít sự liên kết về học thuyết và chủ yếu là về chủ nghĩa hành vi và chủ nghĩa cá nhân trong khuynh hướng pháp luận của nó." Blumler (1979) và các nhà phê bình khác đã lập luận rằng ranh giới giữa sự thỏa mãn và sự hài lòng đã mờ đi, và Blumber đã viết rằng "bản chất của thuyết này nghiên cứu không hoàn toàn rõ ràng.
Bất chấp những lời phê bình trên, thực tại cho thấy rằng việc sử dụng và thỏa mãn như học thuyết có thể đang trong quá trình đạt được một hướng đi mớ) với tác động của các công nghệ truyền thông. Mặc dù rất dễ đặt câu hỏi cho các cơ quan dịch vụ của người dùng truyền thông có ba mạng truyền hình để lựa chọn, nhưng khó có thể tranh luẩn rằng một người dùng có 100 mạng truyền hình cáp và dịch vụ phát trực tuyến lại không tự đưa ra được quyết định. Sundar và Limperos (2013) viết rằng cái mà được gọi là "khán giả" giờ đã trở thành "người dùng" và việc sử dụng ngụ ý cho hành động có ý chí, không chỉ đơn giản là tiếp nhận thụ động."

### Những người dùng chủ động
Trong số các nguyên lý bị chỉ trích nhiều nhất về sử dụng và sự hài lòng vì lý thuyết là giả định của một đối tượng tích cực. Rugerio (2000) đã lưu ý ba giả định cần thiết cho ý tưởng của khán giả tích cực: Đầu tiên, lựa chọn phương tiện được khởi xướng bởi cá nhân. Thứ hai, kỳ vọng về việc sử dụng phương tiện truyền thông phải là một sản phẩm của các khuynh hướng cá nhân, tương tác xã hội và các yếu tố môi trường. Và thứ ba, khán giả tích cực thể hiện hành vi hướng đến mục tiêu. Khái niệm này về đối tượng tích cực tìm thấy, tốt nhất, chấp nhận hạn chế bên ngoài Hoa Kỳ.
Jay Blumler đã trình bày một số điểm thú vị, về lý do tại sao Sử dụng và Hài lòng không thể đo lường đối tượng hoạt động. Ông tuyên bố: "Vấn đề cần xem xét ở đây là liệu những gì đã được suy nghĩ về Sử dụng và Lý thuyết hài lòng có phải là một bài viết về đức tin hay không và liệu bây giờ nó có thể được chuyển đổi thành một câu hỏi thực nghiệm như: Làm thế nào để đo lường đối tượng tích cực?" (Blumler, 1979). Blumler sau đó đưa ra đề xuất về các loại hoạt động mà khán giả đã tham gia vào các loại phương tiện truyền thông khác nhau.
- Tiện ích: "Sử dụng phương tiện để hoàn thành các nhiệm vụ cụ thể."[46]
- Có mục đích: "Xảy ra khi động cơ trước của mọi người xác định việc sử dụng phương tiện truyền thông."[46]
- Tính chọn lọc: "Việc sử dụng phương tiện truyền thông của các thành viên đối tượng phản ánh sở thích hiện tại của họ."[46]
- Không ảnh hưởng đến sự ảnh hưởng: "Đề cập đến các thành viên của khán giả xây dựng ý nghĩa riêng của họ từ nội dung truyền thông."[46]

25 năm sau, vào năm 1972, Blumler, McQuail và Brown đã mở rộng bốn nhóm của Lasswell. Chúng bao gồm bốn yếu tố chính mà người ta có thể sử dụng phương tiện truyền thông.
- Sự đa dạng: Thoát khỏi thói quen và các vấn đề; một sự giải phóng cảm xúc.
- Quan hệ cá nhân: Tiện ích xã hội của thông tin trong cuộc trò chuyện; thay thế phương tiện truyền thông cho đồng hành.
- Bản sắc hoặc Tâm lý cá nhân: Củng cố giá trị hoặc trấn an; tự hiểu, khám phá thực tế.
- Giám sát: Thông tin về các yếu tố có thể ảnh hưởng đến một hoặc sẽ giúp một người thực hiện hoặc hoàn thành điều gì đó.

Katz, Gurevitch và Haas (1973) đã xem các phương tiện truyền thông đại chúng như một phương tiện để các cá nhân kết nối hoặc ngắt kết nối với người khác. Họ đã phát triển 35 nhu cầu lấy từ các tài liệu chủ yếu đầu cơ về các chức năng xã hội và tâm lý của các phương tiện truyền thông đại chúng và đưa chúng vào năm loại:
- Nhu cầu nhận thức: Thu thập thông tin, kiến thức và hiểu biết.[46]
  - Ví dụ truyền thông: Truyền hình (tin tức), video (cách thực hiện), phim (phim tài liệu hoặc dựa trên lịch sử)
- Nhu cầu ảnh hưởng: Cảm xúc, niềm vui, cảm xúc[46]
  - Ví dụ truyền thông: Phim, truyền hình (vở kịch xà phòng, phim sitcom)
- Nhu cầu tích hợp cá nhân: Uy tín, ổn định, tình trạng[46]
  - Ví dụ truyền thông: Video
- Nhu cầu hòa nhập xã hội: Gia đình và bạn bè[46]
  - Ví dụ về phương tiện: Internet (e-mail, tin nhắn tức thời, phòng trò chuyện, phương tiện truyền thông xã hội)
- Nhu cầu giải tỏa căng thẳng: Thoát hiểm và chuyển hướng[46]
  - Ví dụ truyền thông: Truyền hình, phim ảnh, video, radio, internet